# 佐々木巌 (イコン画家)

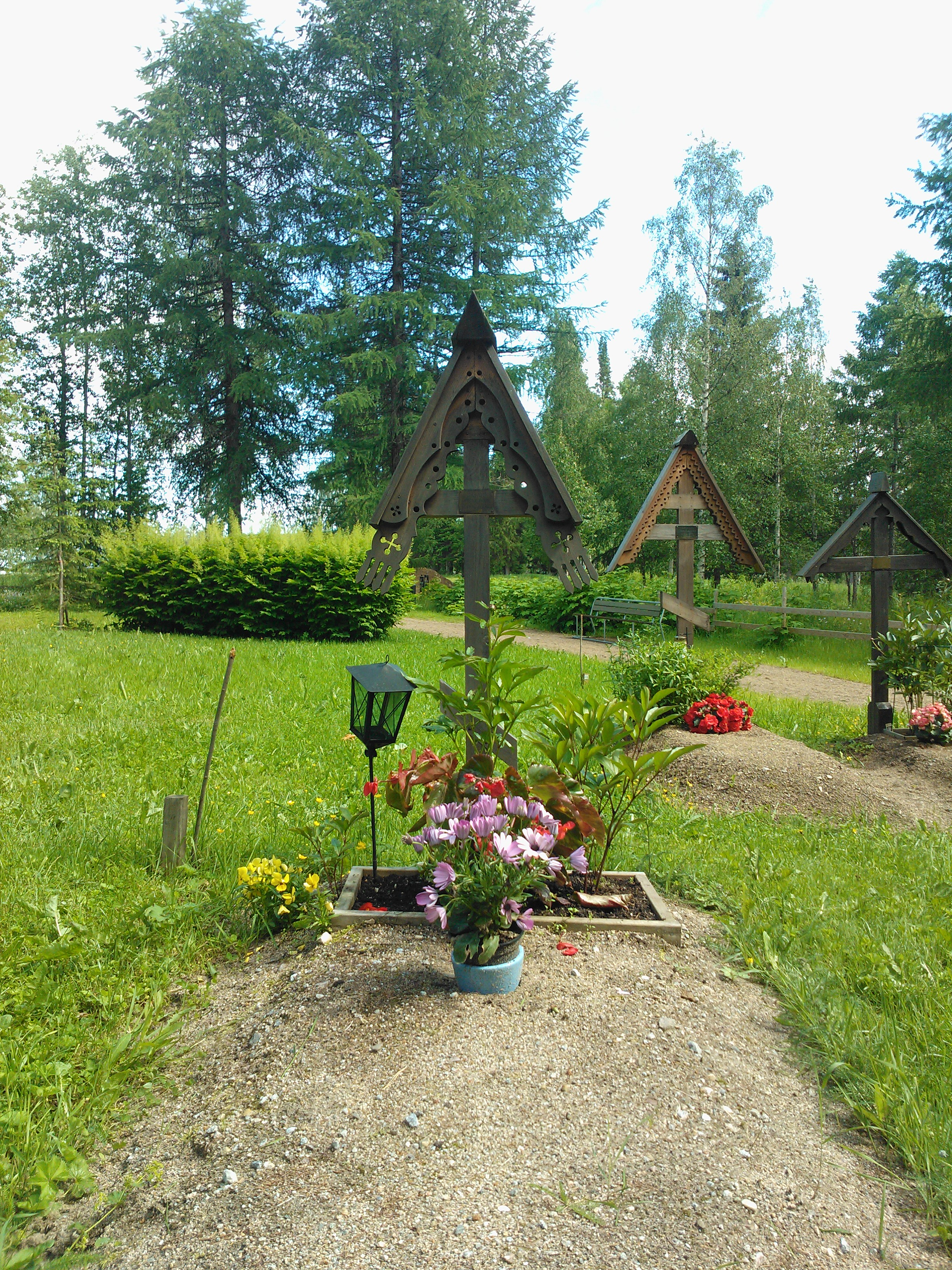
ペトロス佐々木巌の墓（リントゥラ至聖三者女子修道院の墓地）。

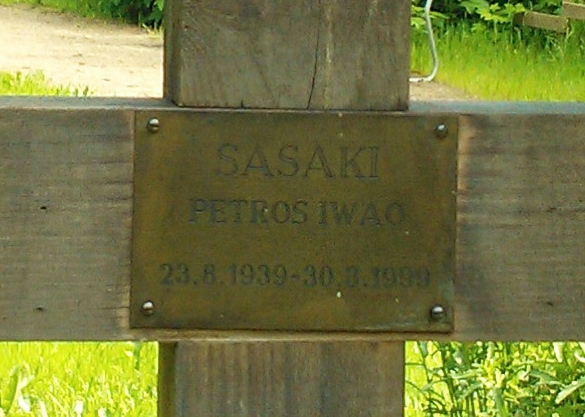
墓碑・十字の銘板

佐々木 巌（ささき いわお、1939年〈昭和14年〉8月23日 - 1999年〈平成11年〉3月30日）は、日本人正教徒でありイコン画家。秋田県大館市に生まれ、北麓ハリストス正教会で洗礼を受ける。聖名はペトル。フィンランドにおけるローマ字表記は"Petros Sasaki"（ペトロス ササキ）。
秋田県立大館鳳鳴高等学校を卒業後、ニコライ堂境内にある日本正教会が運営する神学校を1962年に卒業。教団で伝教者として働き、『正教時報』の編集に携わった。1963年7月、大阪ハリストス正教会に赴任し、日曜学校の指導、指導者の養成を行う。ギリシアで正教神学と正教伝統のビザンティン・イコンを学ぶため、1964年8月伝教者としての職を辞し、9月にギリシアに渡り、アテネ大学、工芸大学などで学んだ。1968年ギリシアの政変により国外退去を余儀なくされ、パアヴァリ大主教Archibishop Paulの招きでフィンランドに渡り、クオピオに居住。多くのイコンをフィンランド正教会のために描いた。クオピオとオウルを中心に活動し、多くの教会、個人のためにイコンを制作し、各地でワークショップを開き多くの後進の指導に当たり、「フィンランド・イコン」の父として尊敬される。代表作としてはリントゥラ至聖三者女子修道院のイコノスタスと至聖所奥の「印の生神女」イコン、クオーピオの聖ニコラス大聖堂信徒会館の復活のイコン、死の直前まで描き続けたカヤーニの主の顕栄聖堂の壁画などがある。
ペトル佐々木は主にフィンランド正教会で活躍したため、日本正教会に遺されている作品は少ない。神学校時代に描いたものとしては、山田ハリストス正教会の2点の天使のイコン（1959）、大阪ハリストス正教会の就寝聖像（死の姿のキリスト像、布製）（1962）がある。山田ハリストス正教会のものは、2011年津波による火事のために教会ごと焼失したが、大阪ハリストスの就寝聖像は現在に至るまで使用されている。さらにフィンランドから亜使徒聖ニコライのイコンを日本正教会に寄贈した。
1999年3月、59歳で永眠。リントゥラ至聖三者女子修道院の墓地に埋葬された。